# Antonio Gil de Zárate
Antonio Gil de Zárate (La Granja de Sant Ildefons, 1 de desembre, 1793 - Madrid, 27 de gener, 1861) fou un autor dramàtic i poeta espanyol.
Fill d'un cantant i actor Bernardo Gil, s'educà en un col·legi de Passy-lès-Paris una localitat a tocar de París, on adquirí grans coneixements en ciències físico-matemàtiques, retornant a Espanya després de romandre nou anys a França i havent quasi oblidat el seu idioma matern. El 1820 assolí un lloc en el Ministeri de Governació i el 1823 fou milicià nacional a Cadis, on ja es donà a conèixer com a literat, però amb la particularitat que llavors la seva vocació era la de les ciències i només es dedicava a les lletres per anar passant el temps.
Tornat a Madrid, pensà consagrar-se per complet a les lletres, però trobà grans obstacles a causa de les seves idees liberals. Si bé aconseguí estrenar el 1825 la comèdia El entretenido, no aconseguí que la censura autoritzés el seu drama Rodrigo, rey de los godos, com tampoc la tragèdia Blanca de Borbó. Restà llavors molt desanimat, i volgué renunciar a la literatura, dedicant-se a desenvolupar una càtedra de francès que havia adquirit per oposició en l'escola establerta en el consolat de França. Ensems escriví nombrosos articles sobre política i administració en diversos diaris, fins al punt que els seus amics li reprovaven haver deixat el camí en el qual tants èxits l'esperaven, ja que s'ha de tenir en compte que en aquell temps Gil de Zárate ja havia assolit molts èxits en el teatre.
De 1835 a 1840 fou oficial de secretaria del ministeri de la Governació i ja des de llavors serví importants càrrecs públics, com els de director general d'Instrucció pública, sotssecretari de Governació i conseller d'Estat. Fou acadèmic de la de la Llengua i la de San Fernando i fins al final de la seva vida va sostenir les seves idees liberals que, en realitat, foren les que li donaren els èxits més grans en la literatura, ja que l'època era propicia a aquestes expansions. Especialment el drama Carlos II el Hechizado, produí un verdader terrabastall i en aquest aprofità tots els recursos escènics adequats per afalagar a la galeria, malgrat que per això no tingué més que tergiversar un xic els esdeveniments força deplorables d'aquella trista època.
Moltes de les seves obres aconseguiren un èxit semblant, perquè Gil de Zárate sabé, com pocs, apoderar-se de l'ànim del públic, ja que estava dotat d'una àmplia cultura, imaginació, un estil fàcil i brillant i una rara habilitat escènica, en canvi en ell apareixen augmentats tots els defectes propis dels seus contemporanis, motiu pel qual avui les seves obres estan completament oblidades.
Entre les principals cal citar:
- La còmicomania (1816).
- La familia catalana (1822).
- ¡Cuidado con la novias! ó la escuela de los jóvenes (1826).
- Un año despues de la boda, (1826).
- Un amigo en candelero.
- Don Trifón, ó totdo lo puede el dinero, comèdia.
- Rosmunda, comèdia.
- Don Alvaro de Luna, comèdia.
- El Gran Capitán, comèdia.
- Guzmán El Bueno, comèdia.
- Cecília la cieguita, comèdia.
- La familia Falkland, comèdia.
- Massaniello, comèdia.
- Matilde, ó á un tiempo dama y esposa, comèdia.
- Don Pedro de Portugal, arranjament.
- Un monarca y su privado, dra
- Baltasara, drama en col·laboració amb Miguel Agustín Principe.
- Guillermo Tell, drama, i un bon nombre de traduccions i adaptacions.

A més va escriure: De la instrucción pública en España (1855), en el que tingué grans coneixements al desenvolupament del qual contribuí notablement: Lecciones de Historia i Manual de literatura. El seu nom figura en el Catálogo de Autoridades, publicat per l'Acadèmia de la Llengua.